# KZ-Außenlager Hirschberg
Das KZ-Außenlager Hirschberg (seit 1945 Jelenia Góra) in Niederschlesien war ein Außenlager des KZ Groß-Rosen und existierte von Mai 1944 bis zum Ende Februar 1945. Im Lager waren Zwangsarbeiter inhaftiert, die für die Schlesische Zellwolle A.G. - Hirschberg arbeiten mussten.

## Geschichte
Das Lager wurde im Mai 1944 eingerichtet, fünf Monate vor dem drei Kilometer entfernten Außenlager Bad Warmbrunn (heute Cieplice Śląskie-Zdrój). Zunächst waren dort siebzig Gefangene inhaftiert, zumeist polnische, belgische und niederländische Juden, die aus dem KZ Auschwitz deportiert worden waren. Im Lager wurden unter Zwangsarbeit Kunstfasern vorwiegend für die Schlesische Zellwolle A.G. - Hirschberg produziert. Als die Rote Armee  die damalige polnisch-deutsche Grenze Anfang Februar 1945 überschritten hatte, wurden etwa 500 weitere Gefangene aus dem Außenlager Bolkenhain in das Außenlager Hirschberg deportiert.
Das Lager wurde bis Ende Februar 1945 genutzt, alle noch gesunden Häftlinge wurden anschließend deportiert und auf einen Todesmarsch zum Bahnhof Liberec im damaligen Reichsgau Sudetenland gezwungen, von wo sie in Viehwaggons in das KZ Buchenwald transportiert wurden.